# Communes de la province d'Ascoli Piceno

## Liste alphabétique
- Haut – A
- B
- C
- D
- E
- F
- G
- H
- I
- J
- K
- L
- M
- N
- O
- P
- Q
- R
- S
- T
- U
- V
- W
- X
- Y
- Z

## A

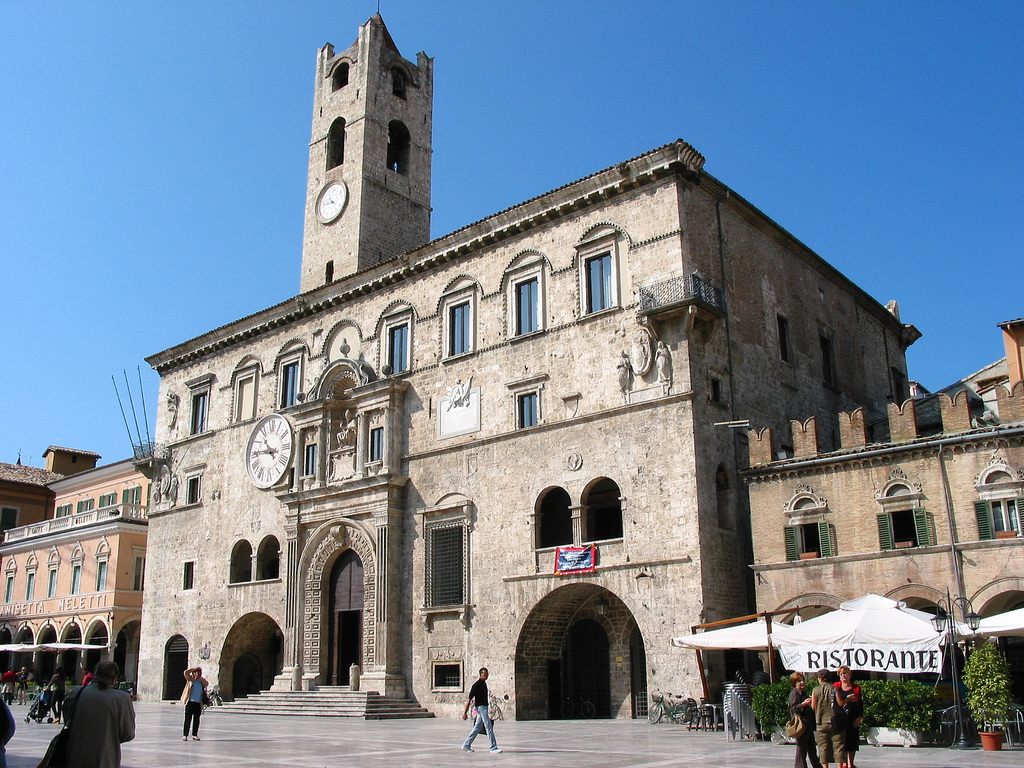
Ascoli Piceno
le Palazzo dei Capitani del Popolo

- Acquasanta Terme
- Acquaviva Picena
- Appignano del Tronto
- Arquata del Tronto
- Ascoli Piceno

## C
- Carassai
- Castel di Lama
- Castignano
- Castorano
- Colli del Tronto
- Comunanza
- Cossignano
- Cupra Marittima

## F
- Folignano
- Force

## G

Grottammare

- Grottammare

## M
- Maltignano
- Massignano
- Monsampolo del Tronto
- Montalto delle Marche
- Montedinove
- Montefiore dell'Aso
- Montegallo
- Montemonaco
- Monteprandone

## O
- Offida

## P
- Palmiano

## R
- Ripatransone
- Roccafluvione
- Rotella

## S
- San Benedetto del Tronto
- Spinetoli

## V
- Venarotta

## Classement des communes par nombre d'habitants
(Liste mise à jour d'après les données de l'ISTAT au 31-10-2009)
1. Ascoli Piceno : 51 270 hab.
2. San Benedetto del Tronto : 48 013 hab.
3. Grottammare : 15 544 hab.
4. Monteprandone : 12 042 hab.
5. Folignano : 9 495 hab.
6. Castel di Lama : 8 331 hab.
7. Spinetoli : 7 081 hab.
8. Cupra Marittima : 5 400 hab.
9. Offida : 5 325 hab.
10. Monsampolo del Tronto : 4 552 hab.
11. Ripatransone : 4 447 hab.
12. Acquaviva Picena : 3 786 hab.
13. Colli del Tronto : 3 513 hab.
14. Comunanza : 3 225 hab.
15. Acquasanta Terme : 3 155 hab.
16. Castignano : 3 000 hab.
17. Maltignano : 2 543 hab.
18. Castorano : 2 357 hab.
19. Montalto delle Marche : 2 311 hab.
20. Montefiore dell'Aso : 2 234 hab.
21. Venarotta : 2 234 hab.
22. Roccafluvione : 2 152 hab.
23. Appignano del Tronto : 1 941 hab.
24. Massignano : 1 656 hab.
25. Force : 1 472 hab.
26. Arquata del Tronto : 1 316 hab.
27. Carassai : 1 179 hab.
28. Cossignano : 1 019 hab.
29. Rotella : 970 hab.
30. Montemonaco : 669 hab.
31. Montegallo : 593 hab.
32. Montedinove : 545 hab.
33. Palmiano : 210 hab.